# Bretejovce
Bretejovce (hongrois : Sárosberettő) est un village de Slovaquie situé dans la région de Prešov.

## Histoire
Première mention écrite du village en 1289.

## Démographie

### Évolution de la population
| Année:               | 1994. | 2004.   | 2014.   | 2024.    |
| -------------------- | ----- | ------- | ------- | -------- |
| Nombre de personnes: | 377   | 376     | 386     | 472      |
| Différence:          |       | -0,26 % | +2,65 % | +22,27 % |

| Année:               | 2023. | 2024.   |
| -------------------- | ----- | ------- |
| Nombre de personnes: | 471   | 472     |
| Différence:          |       | +0,21 % |